# Harry Potter e i Doni della Morte - Parte 2
Harry Potter e i Doni della Morte - Parte 2 (Harry Potter and the Deathly Hallows - Part 2) è un film del 2011 diretto da David Yates.
La pellicola è la seconda parte dell'adattamento cinematografico dell'omonimo romanzo di J. K. Rowling, ed è l'ottavo e ultimo capitolo cinematografico della saga di Harry Potter.
Attualmente è il 20º maggiore incasso nella storia del cinema, nonché il film della saga con l'incasso maggiore.

## Trama
Il film si apre con Harry Potter che da tempo ha abbandonato Hogwarts per cercare e distruggere gli Horcrux, oggetti in cui Il Signore Oscuro ha imprigionato una parte della propria anima, e continua la sua missione dopo la morte dell'elfo Dobby. In una breve intro si assiste a una scena con Severus Piton, preside di Hogwarts, intento a osservare i propri studenti marciare per i corridoi del castello.
A Villa Conchiglia, dai giovani coniugi Bill Weasley e Fleur Delacour, Harry continua la ricerca dei rimanenti Horcrux ed è convinto che uno di essi si trovi nella camera blindata di Bellatrix Lestrange alla Gringott, giudicando dalla reazione che ha avuto quando ha visto la spada di Godric che doveva trovarsi nella cassaforte. Chiede quindi aiuto al folletto Unci-Unci, anch'egli tratto in salvo da Villa Malfoy, che però in cambio gli chiede la spada di Godric Grifondoro (essendo in realtà creazione dei folletti). Harry chiede poi informazioni a Olivander, salvato anch'esso dalle segrete di Villa Malfoy, riguardo alle bacchette rubate a Bellatrix e a Draco. Il mago gli dice che se un mago riesce a disarmarne un altro la lealtà della bacchetta del mago sconfitto cambia. Harry, Ron, Hermione e Unci-Unci si dirigono quindi alla Gringott e riescono ad ingannare gli attentissimi folletti della banca: Hermione con la Pozione Polisucco, grazie alla quale prende le sembianze di Bellatrix Lestrange, Ron semplicemente travestito, e Harry e Unci-Unci nascondendosi sotto il Mantello dell'Invisibilità.
Una volta entrati nella camera blindata, Harry individua subito l'Horcrux, poiché lo può sentire: il quarto Horcrux è la coppa di Tosca Tassorosso; ma la facilità del ritrovamento è solo apparente, poiché ogni oggetto in quella camera è maledetto con la Maledizione Geminio, che moltiplica ogni cosa venga toccata. Dopo esser riusciti a prendere la coppa, i tre vengono traditi dallo stesso Unci-Unci, che scappa con la spada. Il trio viene quindi scoperto dalle guardie che tentano in ogni modo di non farli scappare: sono così costretti a fuggire in groppa al drago-guardia delle camere blindate, che li porta fino ad un lago nel quale si tuffano. Harry riesce a vedere, attraverso delle visioni, Voldemort che, furioso, uccide i folletti e le guardie della Gringott e scopre anche che il quinto Horcrux, legato a Priscilla Corvonero, è a Hogwarts. Voldemort dopo la strage compiuta dichiara con terrore che Harry ha scoperto il suo segreto e che ciò rende tutti i pezzi della sua anima vulnerabile e che Nagini, essendo egli stesso un Horcrux, dovrà rimanergli vicino per rimanere al sicuro.
I tre protagonisti decidono perciò di tornare a Hogwarts e si materializzano a Hogsmeade. Si rifugiano in una casa, che si scoprirà poi essere la dimora di Aberforth Silente, fratello del defunto Albus Silente: è lui che ha sempre aiutato Harry ed è lui che ha mandato Dobby al cospetto di Harry nel momento del bisogno a Villa Malfoy. Aberforth rivela anche che lui e Silente avevano una sorella, Ariana, morta molto giovane per colpa di Albus e il suo amico Grindelwald. Tuttavia, Aberforth accetta di aiutare Harry, nonostante non approvi che segua gli ordini del fratello, e dietro il quadro di Ariana il trio scopre un passaggio segreto per il castello, incontrando primo fra tutti l'amico Neville Paciock, che li porta in un rifugio dell'E.S. (Esercito di Silente). Lì Harry scopre che l'Horcrux è il diadema di Priscilla Corvonero, ma viene anche a conoscenza del fatto che nessun essere vivente lo ha mai visto, pertanto sarà necessario parlare con qualcuno che è morto: così Harry interroga la Dama Grigia, il fantasma-mascotte di Corvonero e figlia di Priscilla. Nel frattempo Severus Piton viene informato della presenza di Harry nella scuola e raduna tutti gli insegnanti ed alunni nella Sala Grande. In quel momento Harry si rivela e la professoressa Minerva McGranitt si erge in sua difesa dando inizio ad un duello con il neopreside, costretto alla fuga.
La guerra ha così inizio, mentre la voce magicamente amplificata e penetrante di Voldemort chiede di non opporre resistenza al suo esercito e di consegnargli Harry Potter. Durante la battaglia Ron e Hermione ritornano nella Camera dei Segreti con l'intento di usare una zanna dell'ormai decomposto Basilisco per distruggere la coppa di Tassorosso. Ed è proprio Hermione a farlo, scatenando un enorme tsunami che inonda la camera e da cui Ron e Hermione escono vittoriosi, scambiandosi finalmente un bacio. Intanto, Harry giunge nella Stanza delle Necessità, dove trova il diadema, poi distrutto con la zanna di Basilisco. Lo getta nella Stanza, travolta dalle fiamme scatenate da Goyle, accorso insieme a Draco Malfoy e Blaise Zabini a caccia di Harry, e che, non riuscendo a domare il suo incantesimo, prende fuoco insieme alla quantità di oggetti riposti all'interno.
Harry ha una nuova visione dei pensieri di Voldemort e scopre che il penultimo Horcrux è il serpente, Nagini, che si trova insieme al suo possessore verso la rimessa delle barche. Lì assistono ad un nuovo brutale omicidio del Signore Oscuro, che sgozza il fidato servitore Piton, convinto così di diventare in tal modo l'unico vero possessore della Bacchetta di Sambuco, uno dei Doni della Morte e la bacchetta più potente al mondo, poiché era stato proprio Piton a uccidere Silente. Ormai in punto di morte, il professore consegna ad Harry i ricordi della sua vita tramite una lacrima, per poi spegnersi del tutto.
E così, mentre Lord Voldemort concede un'ora di pausa ai combattenti per disporre dei propri caduti (tra cui Remus Lupin, Ninfadora Tonks e Fred Weasley), Harry, nel Pensatoio, versa le lacrime di Piton: scopre che lui fin da piccolo era innamorato di Lily Evans, ma che per questo motivo era bullizzato da James che bramava la ragazza e che per colpa del rivale e delle sue macchinazioni Piton perse Lily e il dolore lo spinse a unirsi a Voldemort per vendicarsi e riavere la donna amata, ma quando la profezia che riguardava la sconfitta di Voldemort fu profetizzata spinse Voldemort a ritenere il figlio di Lily il predestinato che l'avrebbe sconfitto in futuro. Piton temendo per la vita di Lily chiese al suo padrone di risparmiare la donna cosa che Voldemort promise di fare. Piton però temendo che Voldemort potesse uccidere comunque Lily chiese a Silente di nascondere Lily cosa che Silente acconsenti. Tuttavia nemmeno l'aiuto di Silente riuscì a salvare Lily e fu proprio Piton per primo che vide i cadaveri dei genitori di Harry in particolare quello di Lily e quando vide che Voldemort aveva tradito la promessa fattagli di risparmiare Lily promise di difendere Harry come pegno dell'amore che provava per sua madre; pur essendo stato alleato di Voldemort, era sempre stato dalla parte di Silente dal momento della tragedia di Godric's Hollow per potersi vendicare di Voldemort per aver infranto la sua promessa di risparmiare Lily. Scopre anche che lo stesso Silente aveva confidato a lui il segreto più grande: Harry è l'ultimo Horcrux e deve morire per mano del suo stesso nemico ("Nessuno dei due può vivere, se l'altro sopravvive" come recita la profezia). Infine, si scopre che essendo stato colpito da una maledizione posta da Voldemort nell'anello di Orvoloson Gaunt, Silente chiede proprio a Piton di ucciderlo e tutto questo si collega con il loro ultimo frammento di litigio tra i due nella torre di Astronomia a cui Harry aveva assistito.
Compreso quanto visto nel pensatoio, Harry rivela la verità a Ron e Hermione e si reca nella Foresta Proibita, dove lo aspetta Voldemort. Una volta lì, il Boccino donatogli da Albus Silente si apre mostrando al suo interno l'anello di Gaunt, nel quale vi è incastonata la Pietra della Resurrezione, l'ultimo Dono della Morte insieme alla Bacchetta e al Mantello. Grazie ad essa Harry è in grado di far ritornare a lui i suoi più cari defunti: la madre, il padre, Sirius e Lupin, che lo accompagnano verso le braccia della morte. Harry si consegna a Voldemort, che gli scaglia contro l'Anatema che Uccide (Avada Kedavra), ma, invece di morire, il ragazzo si risveglia in un limbo, dove viene accolto da Albus Silente, che gli spiega i punti oscuri della storia (uno di questi è la spiegazione di come Harry non è davvero morto, avendo fatto lo stesso sacrificio della madre: si è arreso alla morte e, adesso, il suo amore sta proteggendo i suoi amici da Voldemort) e lo incoraggia a tornare nel mondo dei vivi per affrontare e sconfiggere Voldemort una volta per tutte.
Con la convinzione di aver ucciso la sua nemesi, Voldemort avanza verso Hogwarts, obbligando tutti ad inchinarsi al suo cospetto. Fra i combattenti si erge Neville, che estrae la spada di Grifondoro dal Cappello Parlante, scatenando la battaglia finale e dando modo ad Harry di rivelarsi. I due rivali arrivano così al duello finale: mentre Harry si scontra da solo con Voldemort a colpi di magie, Molly Weasley pone fine alla vita di Bellatrix Lestrange e Neville uccide Nagini, il serpente del Signore Oscuro, che è l'ultimo Horcrux rimasto. Harry e Voldemort si scagliano l'ultimo incantesimo e questi, ormai mortale e con la Bacchetta di Sambuco che non lo riconosce affatto come padrone permette a Harry di respingere l'anatema che uccide una volta per tutte riflettendolo su Voldemort che ne rimane colpito e finalmente muore definitivamente, diventando cenere.
Harry, dopo aver spiegato a Ron e Hermione di essere lui stesso il degno possessore della Bacchetta di Sambuco, avendo disarmato Draco che a sua volta aveva disarmato Silente, decide di non conservarla e la spezza gettandola nel Lago Nero, per poi osservare i resti di Hogwarts insieme ai due inseparabili amici.
Diciannove anni dopo la vicenda narrata i tre figli di Harry e Ginny e i due di Ron e Hermione prendono posto nell'Espresso per Hogwarts presso il Binario 9¾, sotto gli occhi orgogliosi dei genitori che hanno concluso il loro cammino.

## Produzione
Le riprese del film sono iniziate a febbraio 2009 e in parte si sono svolte in concomitanza con quelle della prima parte. Sono terminate ufficialmente il 12 giugno 2010, ma in seguito si sono svolte delle nuove riprese dell'epilogo a causa di un'esagerazione nel make up per invecchiare gli attori.
L'epilogo finale inserito nel film è stata in realtà l'ultima ripresa del cast. L'epilogo originale (girato al giugno 2010, alla stazione di King's Cross a Londra) è stato successivamente scartato dal regista David Yates e dal produttore David Heyman perché gli attori truccati da trentasettenni avevano un aspetto decisamente più vecchio e vi erano state difficoltà nel girare in luogo pubblico e pieno di curiosi. La scena è stata quindi rigirata a dicembre 2010 in un set ricostruito negli Studi Leavesden, ed è la stessa del film.

### Scene eliminate
In tutte le edizioni Home video italiane del film sono presenti le scene inedite del film, in totale otto. Nelle edizioni Blu-ray e Blu-ray 3D sono inoltre presenti anche vari Making of e Featurette in aggiunta al sistema del Maximum Movie Mode.
Villa Conchiglia
La scena, di circa un minuto, si apre con Hermione che regge un capello di Bellatrix Lestrange come nel film. Harry afferma che una volta nella camera blindata saprà cos'è l'Horcrux che i tre si apprestano a trovare e distruggere. Vengono interrotti da Fleur che porge a Hermione un abito nero e Bill che avverte Harry riguardo agli accordi con i folletti.
Harry e Luna sulla tomba di Dobby alla spiaggia
La scena si apre con Harry in fronte alla tomba dell'elfo Dobby e Luna che viene ad annunciare il suo ritorno a Hogwarts.
Testa di Porco
La scena è una discussione alternativa a quella presente nel film tra il trio e Aberforth alla Testa di Porco.
Le scale di marmo - Harry & Ginny
Nella scena in cui gli studenti di Hogwarts scendono ordinatamente le scale per raggiungere la Sala Grande come richiesto da Piton, vi è un'inquadratura di Harry e Ginny che si stringono la mano.
Il ponte di legno
In questa scena sul ponte di legno Seamus Finnigan è intento ad installare un qualche congegno, probabilmente esplosivi, sotto direttive di Neville. Si può supporre che questa scena fu scartata presto vista la mancanza di post produzione in effetti speciali; infatti lo sfondo verde è perfettamente visibile.
I merli di Hogwarts
In questa scena Tonks raggiunge Lupin sui merli della torre nonostante lui le ricordi che le aveva chiesto di restare con loro figlio.
I sotterranei di Serpeverde
In questa scena Gazza rinchiude i Serpeverde nei sotterranei. Gli studenti si liberano facilmente e iniziano a fuggire per il castello. La scena si ricollega poi al film nel momento in cui Draco Malfoy afferra i suoi due compagni per dirigersi alla Stanza delle Necessità.
Le scale di marmo - Ron & Hermione
Questa scena vede Ron ed Hermione intenti a fuggire da Nagini. Ron tenta di confessare qualcosa a Hermione la quale lo zittisce dicendo che rovinerebbe tutto.

### Incidenti sul set
Alcune controfigure hanno riportato danni fisici a causa di alcune riprese: è accaduto un incidente durante una sequenza di riprese relative alla scena dei sette Potter nel quale David Holmes, controfigura di Daniel Radcliffe, è rimasto paralizzato.

## Colonna sonora
La colonna sonora, come quella della parte prima, è stata affidata ad Alexandre Desplat. Inizialmente si era anche parlato di un possibile ritorno (o di un semplice aiuto) di John Williams, celebre compositore che ha lavorato alle colonne sonore dei primi tre film, e di Enya, che ha già collaborato per una traccia del Signore degli Anelli.
In alcune scene del film sono state riprese delle tracce dai precedenti film della saga: l'epilogo è accompagnato da "Leaving Hogwarts" di John Williams, mentre nei ricordi del principe si può invece ascoltare "Dumbledore's Farewell" di Nicholas Hooper, dalla colonna sonora di Harry Potter e il principe mezzosangue, inoltre in alcuni momenti è possibile ascoltare "Harry's Wondrous World", sempre di John Williams. Nei titoli di coda, infine, si può ascoltare "Hedwig's Theme", anch'essa di Williams, riconosciuta da molti come il brano principale di tutta la colonna sonora della saga.
Il 28 maggio 2011 è arrivata la conferma da Conrad Pope, assistente di Desplat, del termine della composizione della colonna sonora. Il CD è in vendita dal 13 luglio 2011, giorno della distribuzione italiana del film.

## Promozione

### Anticipazioni
Dal 17 marzo 2011 il canale inglese ABC Family ha trasmesso una maratona dei film della saga, durante la quale ha mandato in onda la primissima featurette del film, che ha mostrato scene inedite incluse successivamente nel trailer.
Inoltre nel Blu-ray della prima parte è stata inserita una featurette che si apre con scene della seconda parte, per poi mostrare un messaggio del regista David Yates, contento di presentare una clip della scena d'apertura del capitolo finale. Si tratta della scena a Villa Conchiglia in cui Harry chiede a Olivander, il fabbricante di bacchette, alcune informazioni riguardo ai Doni della Morte e del legame con le bacchette. La terza featurette è stata pubblicata il 25 maggio 2011 e, oltre a presentare un montaggio dei film precedenti (inclusi provini e stralci di riprese), ha mostrato nuove inquadrature del film. E ancora agli MTV Movie Awards 2011 è stato presentato uno sneak peek in cui è stata mostrata per esteso la scena della morte di Harry insieme a varie clip presenti negli spot tv del film. Sono state inoltre pubblicate sette featurette con dei temi specifici (la storia, dove eravamo rimasti, la Gringott, gli Horcrux, le trasformazioni, lo scontro finale e Severus Piton) il 24 giugno, il 28 giugno, il 29 giugno, il 30 giugno, il primo luglio, l'8 luglio e l'11 luglio 2011. La prima clip ufficiale del film è uscita il 30 giugno 2011 e riguarda la scena nella Camera dei Segreti, la seconda clip invece riguarda la Gringott. In seguito sono state pubblicate clip più fugaci, la maggior parte durante le varie interviste agli attori sul film.

### Locandine

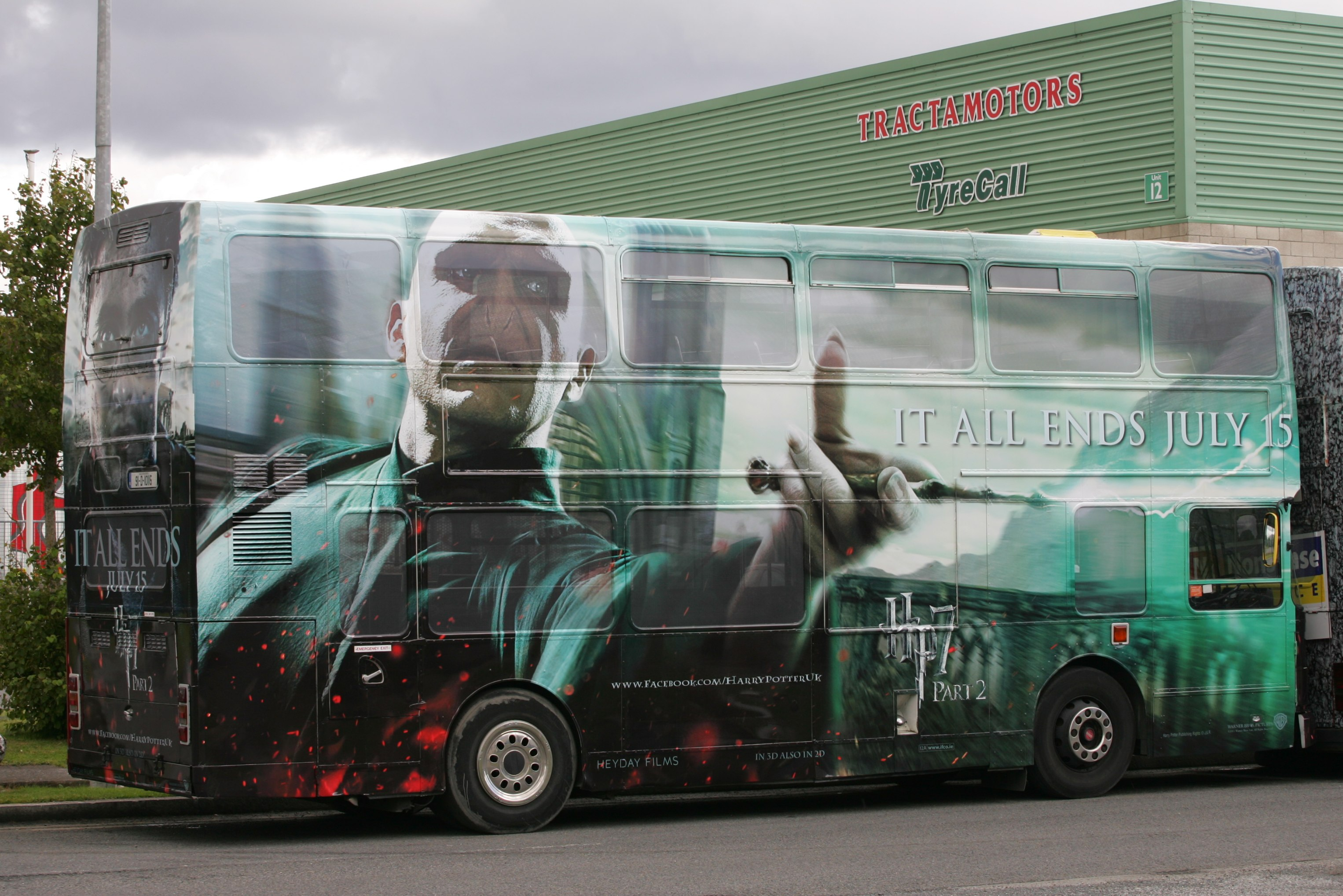
Lord Voldemort su di un autobus recante un'immagine promozionale del film

Il primo teaser poster è stato pubblicato il 28 marzo 2011, raffigurante un faccia a faccia tra Harry e Voldemort, divisi dalla Bacchetta di Sambuco. In fondo la scritta "It all ends here" ("Tutto finisce qui").
(Tagline del film)
Nell'ultima settimana di maggio 2011 sono stati pubblicati giorno per giorno i character poster, partendo da quello di Harry il 23 maggio e concludendosi con quello di Bellatrix il primo giugno. Gli altri protagonisti dei poster sono Hermione, Ron, Neville, Voldemort, Draco e Piton e anch'essi presentano la scritta "It all ends". La loro versione italiana è uscita il 10 giugno 2011 e naturalmente riporta la scritta "Tutto finisce". Invece l'8 giugno 2011 è stato pubblicato il primo banner pubblicitario che vede bene e male schierati nel cortile di Hogwarts, location del duello finale nel film. Sempre l'8 giugno 2011 sono stati pubblicati gli action character poster, in totale undici, del film. I protagonisti di questi ultimi poster sono Harry, Ron, Hermione, Minerva McGranitt, Severus Piton, Unci-Unci, Draco Malfoy, Lord Voldemort e Nagini, Bellatrix Lestrange, Fred e George Weasley e Neville Paciock. Il secondo banner pubblicitario è stato pubblicato il 9 giugno 2011 e mostra la scena della fuga dalla camera dei segreti, la seconda clip invece riguarda la Gringott. Il terzo banner, nonché il primo dei character banner è uscito l'11 giugno 2011 e raffigura Voldemort. Ancora una volta campeggia la scritta "It all ends". Il secondo character banner è naturalmente di Harry, uscito il giorno dopo quello del suo antagonista, e come sempre si vede il solito slogan. Dopo tutti questi poster il 13 giugno 2011 è stata finalmente resa nota la locandina ufficiale del film. Questa ha dalla sua parte un'inquadratura totalmente in primo piano di Harry rispetto a Ron e Hermione (ai lati in secondo piano) e alcuni combattenti sullo sfondo, che non è altri che il cortile dove si sviluppa il duello finale. È uscita inoltre una versione alternativa: la location è sempre la stessa, ma ha come protagonisti i villain, primi fra tutti Voldemort, Bellatrix e Lucius Malfoy. Il poster è stato accompagnato dal terzo character banner che mostra Ron e Hermione.
I corrispettivi italiani dei theatrical poster sono usciti il 17 giugno 2011. Tutti i poster senza slogan, logo e informazioni sono stati pubblicati il 28 agosto 2011. Il 17 giugno 2011 è uscito inoltre il quarto character banner, quello di Severus Piton. A sorpresa il 26 giugno 2011 è uscito un poster del signore oscuro. Nella stessa data è uscito anche il primo e unico banner di Ginny Weasley e nuovi poster del trio. Dopo l'uscita del film sono stati pubblicati due poster review (uno su Harry e uno su Ron ed Hermione) e un nuovo poster di Neville. Per l'ultimo fine settimana di settembre si sono svolte alcune proiezioni speciali dove sono stati pubblicati due poster lenticolari di Harry e Voldemort. il 9 novembre 2011 è uscito il primo poster For Your Consideration per pubblicizzare il film agli Academy Awards 2012 che ritrae Harry e Piton nella scena della rimessa delle barche. A questi sono seguiti altri poster For Your Consideration con l'intento di far conquistare al film le stesse vittorie ottenute da Il Signore degli Anelli - Il ritorno del re.

### Trailer
Il primo trailer in lingua originale è stato distribuito il 27 aprile 2011. Invece il primo trailer italiano è stato distribuito il 28 aprile 2011. Il secondo trailer in lingua originale (nonché l'ultimo di tutta la saga) è stato distribuito il 17 giugno 2011, la cui versione italiana è stata divulgata online il 27 giugno. È stato comunque pubblicato un terzo trailer generico di tutti i film della saga il 9 luglio 2011. Il primo spot TV ufficiale è stato pubblicato in HD il 13 maggio 2011, ma trasmesso sugli schermi americani il 12 maggio 2011. Il primo spot italiano è uscito il 26 giugno 2011 sul canale Coming Soon Television. A questi sono poi seguiti altri spot con la quasi mancanza di nuove scene inedite. La Warner Bros. pare infatti abbia fondato la sua campagna pubblicitaria su un basso tasso di spoiler. A pochi giorni dal film la campagna si è comunque intensificata e gli spot hanno ottenuto una maggiore quantità di spoiler.

## Distribuzione

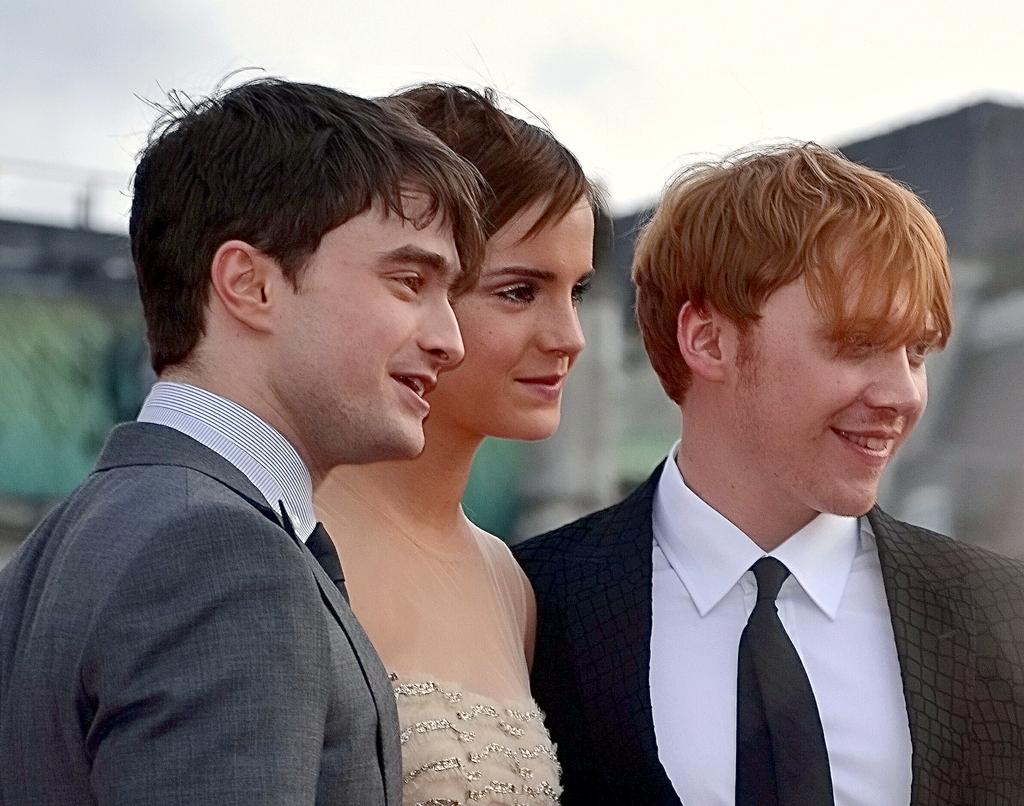
Daniel Radcliffe, Emma Watson e Rupert Grint all'anteprima del film a Londra

### Data di uscita
Il film è stato presentato in anteprima sia mondiale che nazionale il 6 luglio 2011 alle Giornate Professionali di Cinema 2011. È uscito nelle sale italiane il 13 luglio 2011, due giorni prima della distribuzione generale il 15 luglio 2011. Nei giorni 5 e 6 novembre 2011 in America si sono svolte delle particolari proiezioni il cui incasso è andato in beneficenza.
Si sono svolte comunque in varie parti del mondo delle première, la più importante quella londinese che si è tenuta il 7 luglio 2011. C'è stata anche una première italiana, più precisamente a Roma, il 12 luglio. Sempre in Italia, Il 12 luglio il film è stato proiettato al Giffoni Film Festival a Giffoni Valle Piana. Per presentare il film è stata allestita una mostra fotografica della saga a Roma, Milano e Napoli, mentre a Ostia è stato montato uno stand con i costumi di scena usati nei film.
Il film è stato distribuito in gran parte del mondo il 15 luglio 2011, mentre in Italia il 13 luglio, disponibile anche in formato 3D. Il film è stato distribuito in IMAX anche in Italia in un cinema di Milano, mentre in un cinema di Firenze è stata trasmessa una maratona dei precedenti sette film che si è conclusa con la proiezione dell'ultimo capitolo.
La direzione del doppiaggio e dialoghi italiani sono a cura di Francesco Vairano, curatore anche di tutte le precedenti pellicole.

### Edizioni home video
Come per i precedenti episodi della saga, anche per l'ultimo film sono state distribuite varie edizioni Home video. In Italia è stata distribuita il 15 novembre 2011 (quattro giorni dopo la distribuzione generale, l'11 novembre 2011) un'edizione DVD disco singolo, un'edizione Combopack Blu-Ray e un'edizione Blu-Ray 3D. Inoltre sono stati distribuiti ben due cofanetti contenenti gli otto film della saga: uno uscito lo stesso giorno della distribuzione generale, il 15 novembre 2011, e l'altro nel 2012. Il 15 novembre 2011 è stato distribuito anche un terzo cofanetto, contenente le due parti dei Doni della Morte.
Sono stati pubblicati vari trailer pubblicitari e Spot Tv dell'edizione Home video, mostrando i vari contenuti speciali presenti e le edizioni in alta definizione. Anche in Italia è stato pubblicato un trailer, in aggiunta a due Spot Tv.
Dall'11 novembre al 13 novembre 2011 all'Universal Orlando Resort si sono tenuti tre giorni di festa in cui il cast e la crew hanno presentato le varie edizioni Home video. L'Italia invece ha ospitato i gemelli Phelps al Lucca Comics & Games 2011 il 28 ottobre 2011 per promuovere l'uscita dell'edizione Home video.

## Accoglienza

### Incassi
Il film in Italia ha riscosso un notevole successo, addirittura aggiudicandosi il record della migliore partenza al box office italiano di sempre, con 3041892 €, superando Spider-Man 3 (2007). Stessa cosa anche per gli Stati Uniti, dove soltanto il primo giorno ha ottenuto un incasso di $ 92 milioni, superando quello di Twilight (72 milioni). Al termine del primo fine settimana ha battuto ogni record negli Stati Uniti, con un incasso di 168550000 $, e ha incassato in tutto il mondo 475500000 $, dopo i primi cinque giorni. Dopo solo una settimana dall'uscita, l'incasso è di 592483000 $, mentre nei soli Stati Uniti in cinque giorni ha incassato 202483000 $.
Il 31 luglio 2011 Harry Potter e i Doni della Morte - Parte 2 supera ufficialmente quota 1 miliardo di dollari dopo appena 19 giorni dall'uscita internazionale. Diventa così il film della saga ad aver guadagnato di più e si posiziona al quarto posto nei migliori incassi di tutti i tempi, senza contare l'inflazione, superando Il Signore degli Anelli - Il ritorno del re. Ha raggiunto un traguardo simile anche in Italia, il 22 agosto 2011, posizionandosi secondo nei film di maggiore successo del 2011, superato solo da Che bella giornata.
L'incasso complessivo è di 1342505340 $, di cui 381447587 $ in Nord America e 960937968 $ nel resto del mondo. In Italia il film ha incassato in totale 22306475 €, 41º incasso italiano di sempre.
Il film è stato inoltre per 12 anni il maggiore incasso della Warner Bros., venendo battuto nel 2023 da Barbie di Greta Gerwig.

### Critica
Il film viene accolto con recensioni positive. Sul sito Rotten Tomatoes ottiene il 96% delle recensioni professionali positive e su Metacritic raggiunge un punteggio di 85/100.

## Riconoscimenti
La parte 2 dei Doni della Morte è stata la pellicola maggiormente premiata della saga: i riconoscimenti internazionali ricevuti sono infatti numerosi, specialmente in ambito tecnico.
- 2012 – Premio Oscar
  - Nomination Migliore scenografia a Stuart Craig e Stephenie McMillan
  - Nomination Miglior trucco a Nick Dudman, Amanda Knight e Lisa Tomblin
  - Nomination Migliori effetti speciali a Tim Burke, David Vickery, Greg Butler e John Richardson
- 2012 – Premio BAFTA
  - Migliori effetti speciali a Tim Burke, David Vickery, Greg Butler e John Richardson
  - Nomination Migliore scenografia a Stuart Craig e Stephenie McMillan
  - Nomination Miglior trucco a Nick Dudman, Amanda Knight e Lisa Tomblin
  - Nomination Miglior sonoro a Mike Dowson, Adam Scrivener, Stuart Wilson, James Mather e Stuart Hilliker
- 2012 – Critics' Choice Movie Award
  - Miglior trucco a Nick Dudman e Amanda Knight
  - Miglior sonoro
  - Nomination Migliore scenografia a Stuart Craig e Stephenie McMillan
  - Nomination Migliori effetti speciali a Tim Burke, David Vickery, Greg Butler e John Richardson
- 2011 – Satellite Award
  - Nomination Miglior colonna sonora a Alexandre Desplat
  - Nomination Migliori effetti speciali a Tim Burke, David Vickery, Greg Butler e John Richardson
  - Nomination Miglior sonoro
- 2011 – National Board of Review Award
  - Migliori dieci film
- 2010 – National Movie Award
  - Film dell'Estate da Vedere
- 2011 – Teen Choice Award
  - Miglior Film dell'Estate
  - Miglior star maschile dell'estate a Daniel Radcliffe
  - Miglior star femminile dell'estate a Emma Watson
- 2011 – Guinness World Record
  - Più grande proiezione in 3D della storia
- 2011 – San Diego Films Critics Society Awards
  - Miglior cast
  - Miglior colonna sonora
- 2011 – Houston Films Critics Society Awards
  - Nomination Miglior colonna sonora
- 2011 – Golden Tomato Awards
  - Migliori recensioni dell'anno
- 2011 – Art Directors Guild Awards
  - Migliore scenografia fantasy a Stuart Craig
- 2012 – People's Choice Awards
  - Miglior film
  - Miglior cast
  - Miglior film d'Azione
  - Miglior adattamento cinematografico da libro
  - Nomination Attore preferito a Daniel Radcliffe
  - Nomination Star under 25 preferite a Daniel Radcliffe, Emma Watson, Rupert Grint e Tom Felton
- 2011 – BBC Teen Awards
  - Miglior attore a Rupert Grint
- 2011 – World Soundtrack Academy
  - Miglior compositore dell'anno a Alexandre Desplat
- 2011 – Hollywood Film Awards
  - Miglior film hollywoodiano dell'anno

- 2011 – Scream Awards
  - Urlo finale
  - Migliore sceneggiatura a Steve Kloves
  - Miglior scena da porca miseria (Ardemonio)
  - Miglior antagonista a Ralph Fiennes
  - Miglior attore Fantasy a Daniel Radcliffe
  - Migliori effetti Speciali
  - Nomination Miglior cast
  - Nomination Miglior film in 3D
  - Nomination Miglior film Fantasy
  - Nomination Migliore regia a David Yates
  - Nomination Miglior attrice fantasy a Emma Watson
  - Nomination Miglior attore non protagonista a Rupert Grint e Alan Rickman
  - Nomination Scena di scontro dell'anno (Battaglia di Hogwarts, Harry vs Voldemort)
- 2012 – Grammy Award
  - Nomination Miglior colonna sonora a Alexandre Desplat
- 2012 – Visual Effects Society Awards[20]
  - Nomination Migliori effetti visivi in un film
  - Nomination Miglior personaggio animato in un film
  - Nomination Miglior ambiente artificiale in un film
  - Nomination Miglior modellino in un film
  - Nomination Miglior compositing in un film
- 2012 – Evening Standard British Film Awards
  - Blockbuster dell'anno
- 2012 – Costume Designers Guild Awards
  - Eccellenza in un film fantasy
- 2012 – Screen Actors Guild Awards
  - Miglior team di stuntmen
- 2012 – International Film Critics Association Awards
  - Nomination Miglior Colonna Sonora in un film fantasy
- 2012 – Nickelodeon Kids' Choice Awards
  - Nomination Miglior film
  - Nomination Miglior attore d'azione a Daniel Radcliffe
  - Nomination Miglior attrice a Emma Watson
- 2012 – Saturn Award
  - Miglior film fantasy
  - Nomination Migliore regia a David Yates
  - Nomination Miglior attore non protagonista a Alan Rickman e Ralph Fiennes
  - Nomination Miglior attrice non protagonista a Emma Watson
  - Nomination Migliore scenografia a Stuart Craig
  - Nomination Migliori costumi a Jany Temime
  - Nomination Miglior trucco a Nick Dudman e Amanda Knight
  - Nomination Miglior montaggio a Mark Day
  - Nomination Migliori effetti speciali a Tim Burke, Greg Butler, John Richardson
- 2012 – NME Awards
  - Nomination Miglior film
- 2012 – Empire Awards
  - Miglior film
  - Migliore regia
  - Nomination Miglior attore protagonista a Daniel Radcliffe
  - Nomination Miglior 3D
  - Nomination Miglior debutto femminile a Bonnie Wright

## Altri media
Il 21 aprile 2011 è uscito il primo trailer del videogioco tratto dal film, divulgato online da Entertainment Weekly. È stato pubblicato dalla Electronic Arts il 15 luglio 2011, due giorni dopo l'uscita del film in Italia.

## Sequel
Chris Columbus, il regista dei primi due film, nel 2021, cominciò a pensare a un adattamento di Harry Potter e la maledizione dell'erede con il cast originale, ma Rowling era già occupata con la serie di Animali fantastici.